# Кімпесе
Кімпесе (фр. Kimpese) — місто в провінції Центральне Конго Демократичної Республіки Конго.
Кімпесе розташоване на залізничній лінії Матаді-Кіншаса на висоті 301 м над рівнем моря. На північ і південь від міста протікають притоки річки Конго. У 2010 році населення міста за оцінками становило 53 660 осіб .
У місті є лікарня, медичний навчальний центр, середня школа, технічний інститут і сільськогосподарський коледж. Лікарня на 400 місць обслуговує 150 тисяч місцевого населення і 600 тисяч з довколишніх районів. У місті також розташований офіс УВКБ, який надає допомогу близько 60 тисяч ангольським біженцям в провінції. Хоча ДР Конго в основному католицька країна, більшість жителів Кімпесе — протестанти.